# Історія села Головківки (Чигиринський район)

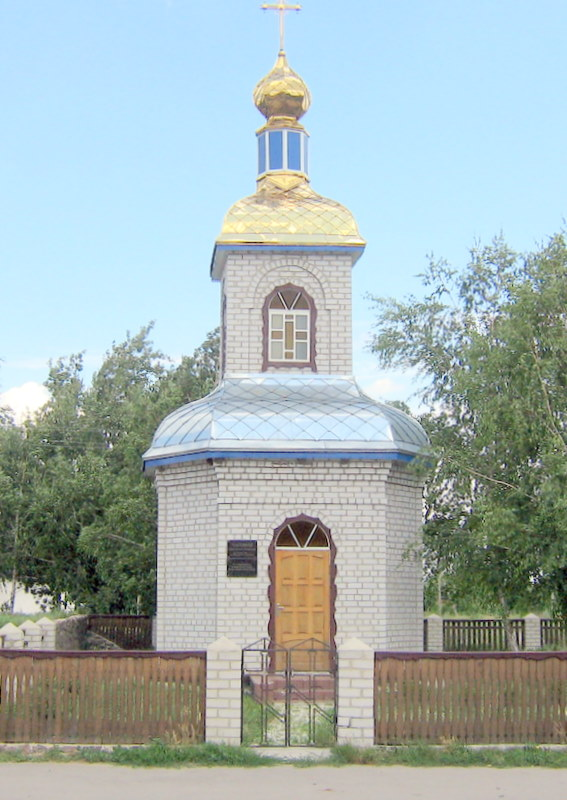
Сучасна каплиця, зведена у 2000-і за фін. підтримки Б.М. Кузика

Головкі́вка — село Чигиринського району Черкаської області в Україні. Центр сільської ради, якій також підпорядковане селище Скелівка.

## Давні часи
Люди жили на території сучасної Головківки ще багато століть тому. Поблизу села виявлено вироби епохи бронзи (ІІІ-І тисячоліття до н.е.) — кам'яні сокири, бронзові кинджали та браслет, зброя та прикраси, на захід від села відкрито скіфське поселення V-ІІ ст. до н.е.
1878 року знайдено скарб срібних римських монет І-ІІ ст.ст., серед яких є монети римських імператорів Трояна та Коммода. Знайдено вироби часів Київської Русі (Х-ХІІ ст.) — наконечники стріл, дротиків та списів. 
Археологи й зараз віднаходять багато цікавих артефактів — денце грецької амфори (VI ст. до н.е.) знайдено восени 2005 неподалік Мотронинського монастиря.

## Головківка у XVIII ст.

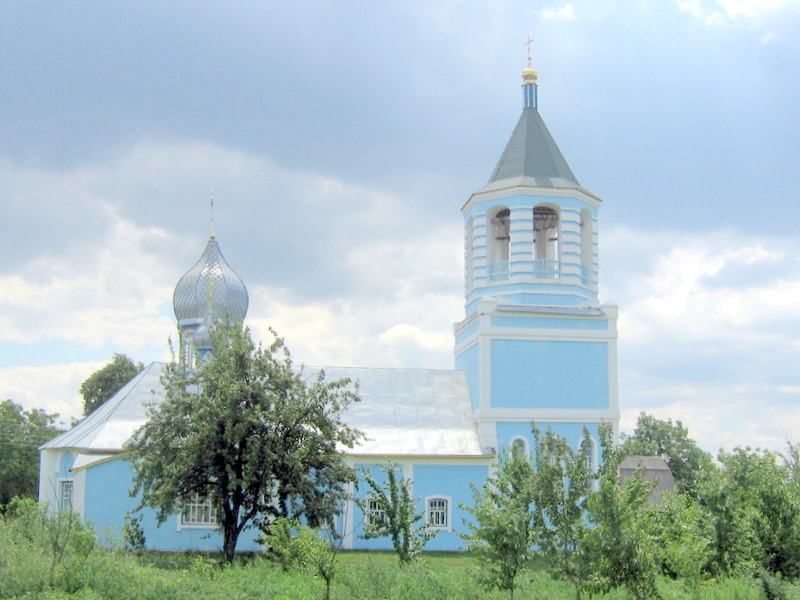
Церква

В історичних документах село вперше згадується у 1775 році. 
У XVIII столітті село перебувало під владою польської шляхти. Спочатку воно належало князям Любомирським, потім Яблоновським, а саме Максиміліану Яблоновському, і входило до складу Чигиринського староства Київського воєводства.
Церква у селі була відкрита у 1775 році, а до того жителі села користувались храмом у Івківцях.
Письмові згадки про село збереглись і в польських переписах євреїв за 1778, 1784 та 1787. У ці роки в Головківці мешкало відповідно 4, 10 та 9 євреїв.
1795 року Головківка разом з іншим Правобережжям в результаті Третього поділу Польщі увійшла до складу Російської імперії.

## Головківка у XIX ст.
У 1806 році Головківку було продано Ієроніму Собанському, і вже 1808 тут нараховувалось 112 дворів з населенням 1073 жителів. Поблизу села знаходився вітряк нової конструкції, що на той час коштував великі гроші — понад 5 тисяч карбованців сріблом.
В період 1830—50-их рр. почастішали втечі селян, зокрема до Бессарабії. Їх розшукували та повертали на місце. Селяни часто повставали. Через надмір робіт, що їх змушували виконувати, вони страйкували в 1838.
У 1835 році Головківку придбав цивільний губернатор Іван Іванович Фундуклей, який був введений у володіння 9 березня ц.р.. Його коштом відремонтовано церкву, в економії облаштовано лікарню, відкрито цегельню. 1843 до місцевої лікарні був призначений лікарем М.Карпен.
Для придушення заворушення селян 1862 року до Головківки довелось відправляти війська.
З 1866 Головківка — волосний центр Чигиринського повіту Київської губернії.
У 1873 році селяни були учасниками селянського повстання відомого як «Чигиринська змова».
У 1888 село перейшло у власність цукрозаводчика і землевласника Миколи Артемійовича Терещенко, на економіях якого працювали по 14-16 годин на добу. Він узяв під опіку двокласну церковно-учительську школу, відкриту у 1889 році. У 2-ій пол. XIX ст. створено двокласну учительську гімназію та церковнопарафіяльну школу.
Наприкінці XIX ст. у Головківці мешкало 2140 жителів, переважно православного віросповідання, хоча було також 17 католиків та 18 євреїв. Однак у селі був досить низький рівень грамотності — у 1887 з 230 селян-власників всього троє виявились письменними.

## Головківка у ХХ столітті
Влітку 1901 року під час поїздки в Таращанський та Чигиринський повіти село відвідала археологічна ескпедиція І.М.Каманіна, яка дослідила, зокрема, місцевий храм.
Під час революції 1905 у травні-червні селяни проводили масовий страйк.
1907 року в селі відкрито ринок, який діяв щодня. Того ж року для охорони маєтку Терещенків за їх кошти було створено кінно-поліцейський загін, що складався з інгушів.
10 жовтня 1909 сталася сильна пожежа, яка знищила 10 дворів.

### Перша світова війна
Під час Першої світової війни на її фронтах опинилось чимало й головківців, половина з яких загинула в Августовських лісах та в передгір'ях Карпат. 1918 року до села прийшли австро-німецькі війська, які наклали на селян контрибуцію в сумі 5 000 карбованців, відбудували панський маєток, вчиняли розправи над опозиційно налаштованими селянами, зокрема закидали гранатами хату солдата Марка Малого, вбили Володимира Дробота.

### Революційні 1917-20 рр.
Після Жовтневого перевороту 1917 у Петрограді і подальших подіях в Україні значна частина селян Головківки підтримувала український уряд. Серед козаків Холодноярської республіки були й головківці. 
Після поразки національно-визвольних змагань село окупували радянські війська. В 1919 році у районі утворено волосний виконком на чолі з Кирилом Корховим, волосний воєнком на чолі з Олексою Титаренко. Сільський загін оборони очолив Лука Балабушка, а комітет незаможних селян Федот Гук. Першим секретарем комсомольської організації у 1923 став Павло Кравець. У боях проти білогвардійців брав участь Гаврило Горбань, кавалерист Першої кінної армії, нагороджений пізніше орденом Червоного прапора.
У 1920-их роках серед ходоків до Леніна, за переказами, був і житель Головківки Тарас Ничипорович Жук.

### Колективізація
1923-го було створено сільськогосподарську артіль «Незаможник», в яку увійшли 22 сім'ї. Члени артілі обробляли близько 50 десятин землі, придбали трактор «Фордзон». 1925 року заможні селяни (Ярихтей Головко, Федір Головко, Йосип Панасенко), щоб підірвати господарство артілі підпалили скирти хліба, будівлі та сіно. 1928 артіль прийняла статут комуни і стала називатися «Промінь». Першим головою був обраний Полікарп Іванович Артеменко. Згодом комуну було реорганізовано в сільськогосподарську артіль ім. Будьонного. У 1929 році утворено ще два колгоспи: «Перемога» (пізніше «Жовтнева революція») та «Дружба» (пізніше ім. Сталіна).
Не обійшли село й сталінські репресії — до Сибіру було вивезено вчителів школи та псаломщика церкви Андрія Головка.
Під час Голодомору 1932 —1933 у селі померло понад 500 осіб.

### Друга світова війна
У роки Другої світової війни у холодноярських хащах проходили бої партизанських загонів ім.Сталіна (командир Петро Дубовий) та ім.Ворошилова (командир І.Д.Діброва).
У серпні 1941 року село окупували німецькі загарбники. Фашисти зруйнували колгоспи та школу.
У війні брало участь 565 жителів села (за іншими відомостями — понад 600), з яких 162 відзначені орденами і медалями СРСР, загинуло понад тисячу мирних жителів та десятки молодих селян було вивезено на примусові роботи до Німеччини.
На поч. 1943 через Головківку проліг Степовий рейд у тил німців партизанського з'єднання Михайла Наумова.
8 січня 1944 року радянські війська повністю звільнили село від окупантів. Почалась відбудова господарства. Жителі підтримували фронт продовольством, грішми (на будівництво танкової колони внесли 90 тисяч карбованців).

### Радянська відбудова
У повоєнний час на поч. 1950-х рр. три невеликі колгоспи об'єднались в один — «Іскра», що використовував 3203 га угідь, в тому числі 2622 га орної землі. У 1955 для роботи на артіль було направлено тридцятитисячника Йосипа Явтуховича Лозового. При ньому колгосп заклав фруктовий сад, виноградники, збудував теплиці, цегельню, винний цех, тваринницькі ферми, придбав 15 авто та 17 тракторів. 1961 року прибуток колгоспу склав 451900 карбованців та 20 тисяч зерна.
У 1950-і рр. до Казахстану на освоєння цілинних земель вирушило десятки селян Головківки.
1951 року семирічна школа реорганізована в середню. 1955 в селі з'явився духовий оркестр. 1959 року завершено будівництво сільського Будинку культури з кіноустановкою. На урочистості відкриття приїздив Черкаський народний хор. Після цього в селі також був організований хор, який 1964 посів 1-е місце на обласних змаганнях.
Перший телевізор та холодильник в селі з'явився 1958 року. 1962 в село провели електроенергію, запрацювало радіо. 1965 року в селі нараховувалось 3652 жителі, з них 2 мали авта, 35 — мотоцикли. В селі працювало 8 магазинів, а в 3 бібліотеках нараховувалось 7,4 тисячі книг. 1967 запрацював центральний сільмаг, 1970 року сільмаг в районі Вигону.
1968 населення через міграцію зменшилось до 2865 чоловік, але добробут селян зріс — у мешканців було вже 4 авта, 70 мотоциклів, 126 телевізорів, у середній школі навчалось 362 учні, працювало 27 вчителів. Колгосп мав 23 трактори, 12 комбайнів, 15 авт.
В 1970-их роках за сумлінну працю 96 жителів села нагороджено орденами та медалями СРСР: Орден Леніна — З.П.Куць, кавалер Ордена Трудового Червоного Прапора — М.А.Горбань, кавалер Орден «Знак Пошани» — Л.О.Панасенко.
1972 в селі вже була пошта з відділенням ощадної каси, 8 магазинів, 2 їдальні, майстерня побутового обслуговування, пологовий будинок, дитячі ясла. Населення в цей рік становило 2646 чоловік.
У 1974 році споруджено нове приміщення середньої школи, у 1976 — адміністративний будинок та лікарську амбулаторію, прокладено бруковану дорогу до школи.
1977 року колгосп «Іскра» проводив ефективну економіку (за радянськими мірками). Озима пшениця дала 41,4 ц/га, ячмінь — 30,2, овес — 26, що було вдвічі більше за показники 1950-х років. Вже через рік (у 1978) колгосп мав 27 тракторів, 26 авт, 16 комбайнів.
На землях Афганістану у 1979-1989 рр. воювали 5 мешканців села.
Серед учасників ліквідації наслідків аварії на Чорнобільській АЕС 1986 року було 10 головківців.

## Сучасність (1990-ті— поч.XXIст.)

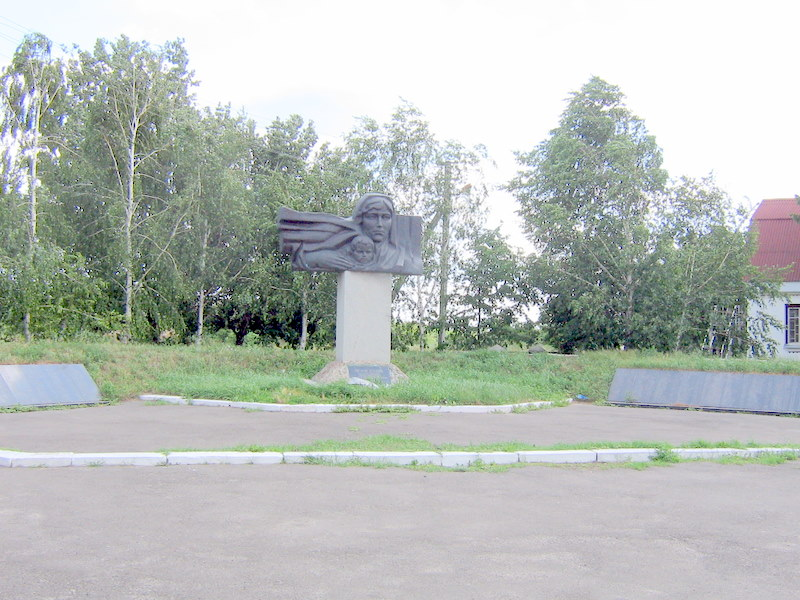
Пам'ятник загиблим односельчанам у роки Другої світової війни, відкр. у 1995 р.

Під час референдуму 1991 року більшість селян проголосували за незалежність України.
У 1990-х відбувається реформування колгоспу «Іскра», жителі Головківки стали власниками майнових та земельних паїв.
У 1995 році в селі відкрито пам'ятник загиблим воїнам-землякам в Другій світовій війні.
У 1997-у жителі села за власні кошти почали добудовувати церкву. Допомогу в будівництві храму надав дійсний член Російської академії наук, генерал-майор Борис Миколайович Кузик. На його кошти 2003-04 рр., крім того, зведені ринок, дві каплиці та Народний музей, які були освячені 21 травня 2004 архієпископом Черкаським та Канівським Софронієм.